# Horreum Margi
Археолошко налазиште Horreum Margi представља непокретно културно добро које чине остаци римског утврђеног града 4 —5. века; средњовековно утврђење града Равно константовано у два хоризонта од 11. до 13. века и бастионо утврђења изграђеног 1737. године по указу гувернера Карла Александра Витембершког.
На основу наведених истраживања може се закључити да је насеље Horreum Margi основано почетком 2. века и опасано бедемима почетком 3. века. Старија фортификација проширена је ка западу почетком 4. века. Ново утврђење било је полигоналне основе, димензија 270m (исток–запад) х 200m (север–југ). Град је са једне стране био заштићен Моравом, а са друге стране реком Раваницом. Град је имао функцију складишта житарица и главна житница Моравског округа.
У хунској најезди из 441–443. године град је срушен, али се живот наставио на његовим рушевинама још неколико година после тог датума.
Археолошка истраживања римског града Horreum Margi започета су 1861. године, када је Феликс Каниц видео и скицирао остатке римског утврђења у Ћуприји. Деценијама након тога није било интересовања за ово археолошко налазиште, смештено у центру савремене Ћуприје, на месту војне касарне, иако се у радовима М. Валтровића, Н. Вулића и других помиње у контексту налаза епиграфских споменика.
Прва систематска ископавања археолошког налазишта Horreum Margi у кругу војне касарне „Миодраг Новаковић Џуџа“ у Ћуприји спровео је 1962–1964. године Војни музеј из Београда, под руководством др Д. Пилетића, кустоса овог музеја. Током изградње објеката у оквиру касарне 1963. године откривен је и део римске некрополе, двадесет гробова – циста од тегула, датованих у 4. век.
У периоду 1986–1990, Археолошки институт и Војни музеј из Београда су наставили систематска археолошка истраживања касноантичког утврђења и средњовековног насеља на налазишту Horreum Margi – Равно – Ћуприја под руководством др Милоја Васића, научног саветника Археолошког института.
Изнад римског града констатоване су две фазе средњoвековног насеља: једна из  9–12. века, која се идентификује као Равно, и изнад њега, друга, подигнута турска паланка и бастионо утврђење звездолике основе – Ћуприја.